# 長安街

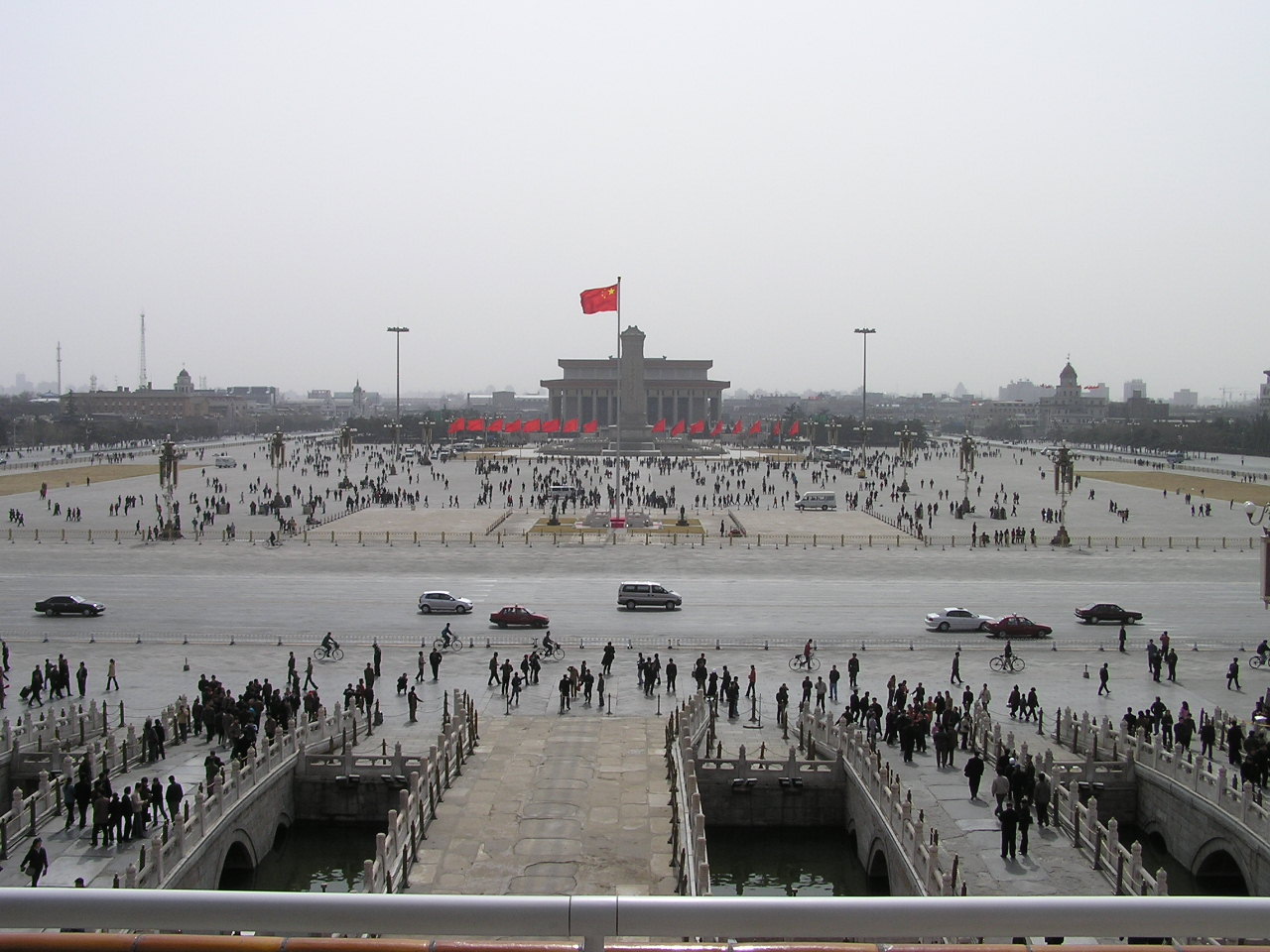
天安門から見た長安街

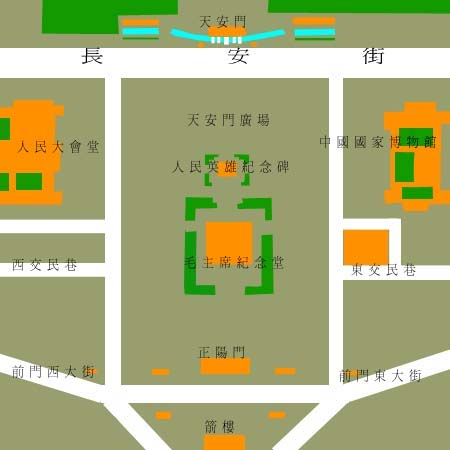
天安門付近の地図

長安街（ちょうあんがい、中国語: 长安街、満洲語: ᡝᠨᡨᡝᡥᡝᠮᡝ
ᡝᠯᡥᡝ
ᡤᡞᠶᠠᡞ　転写：enteheme elhe giyai）は、中華人民共和国の北京市にある片側5車線、計10車線の目抜き通り。
東単と西単からそれぞれ東西に延び、東単は建国門に、西単は復興門へとつながっている。建国門から復興門までの長さは約6.6キロ。

## 滑走路
戦争などの有事に備え、飛行機の滑走路としても使えるように道幅は100メートル以上のところが多い。

## 参照
- 長安街の交通警察官　陳嵬_人民中国
- 新中国建設の意気込み示す　建国門—復興門_人民中国

## 周辺施設
- 紫禁城
- 天安門広場（人民英雄紀念碑・毛主席紀念堂）
- 天安門
- 北京飯店
- 北京地下鉄1号線
- 国家大劇院
- 中国国家博物館
- 人民大会堂

## ギャラリー

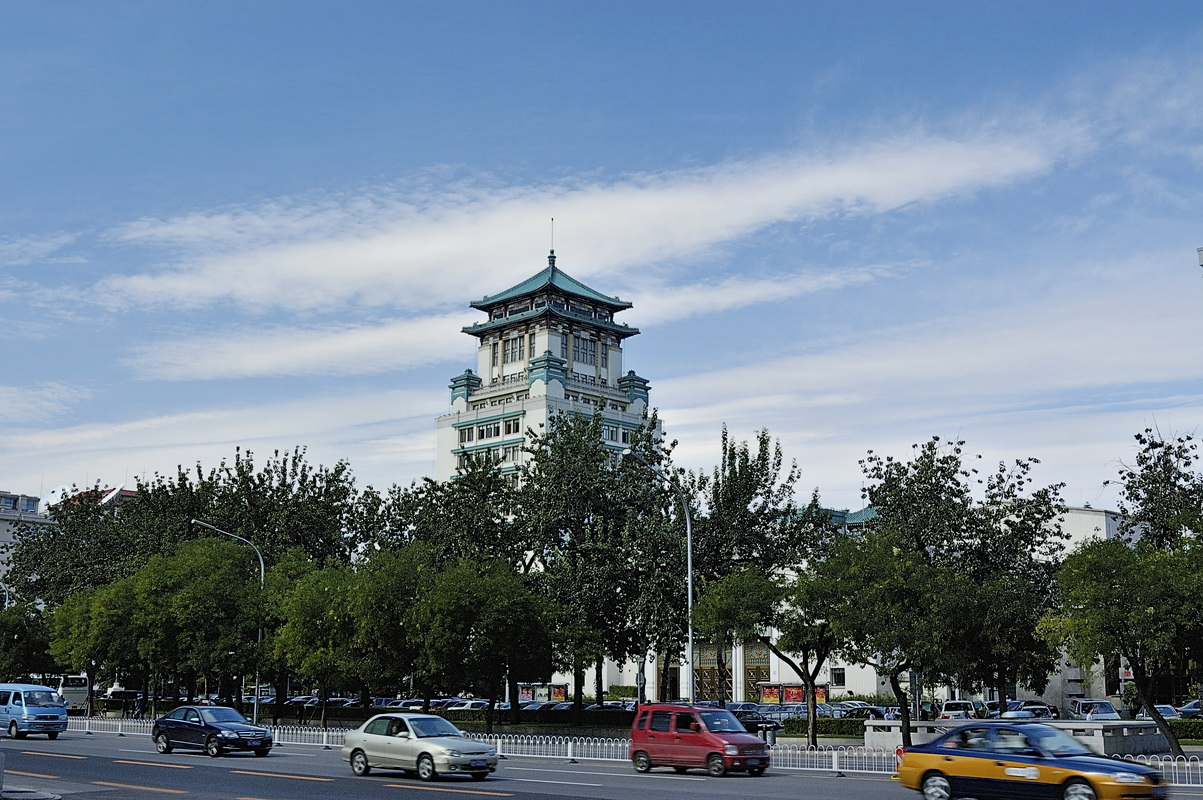
長安街から見た民族文化宮（中国語版）
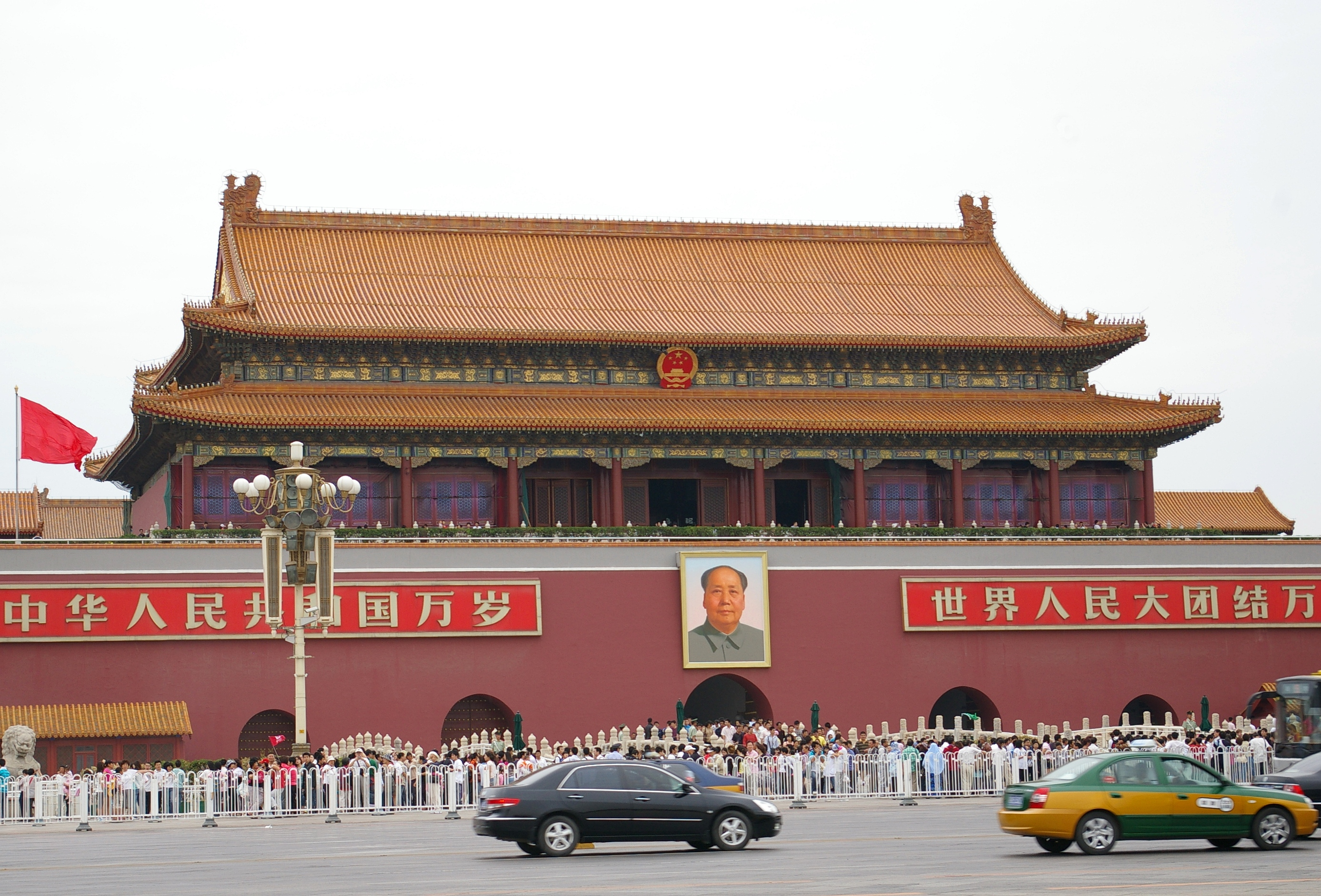
長安街から見た天安門
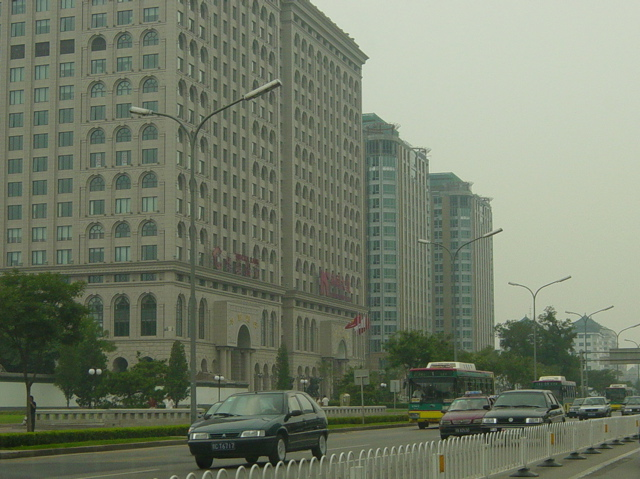
長安街から見た新東安広場
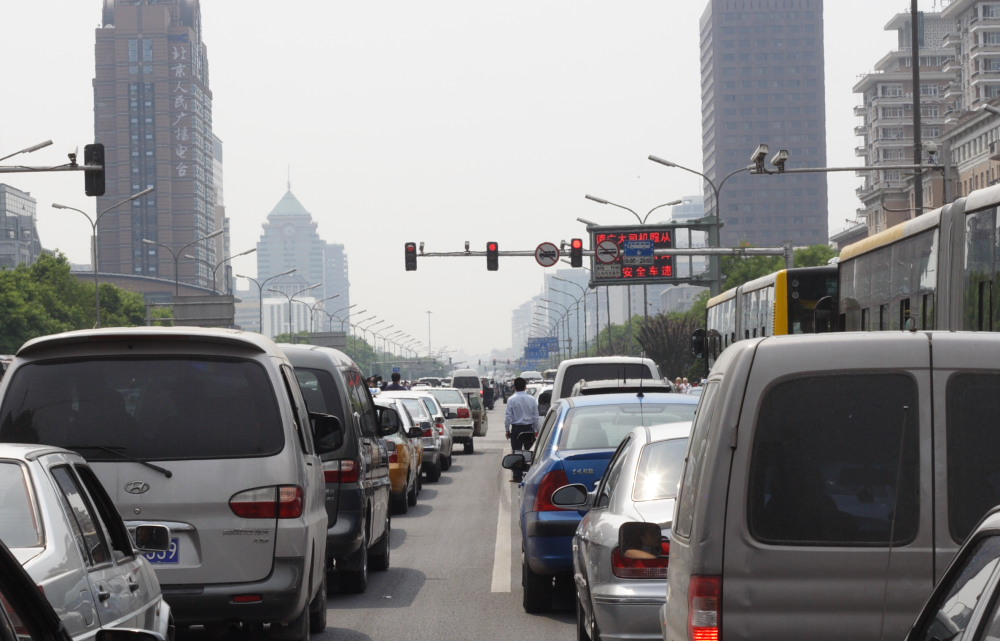
渋滞の多い、長安街。斉家園外交公寓前から見た西の方向
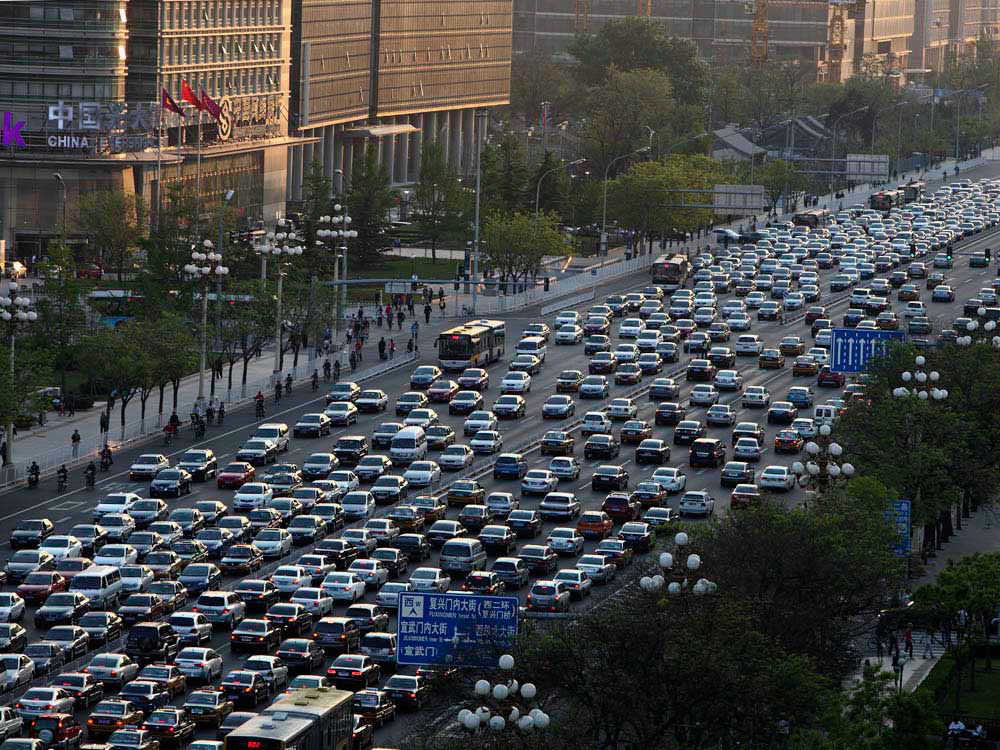
朝の渋滞風景
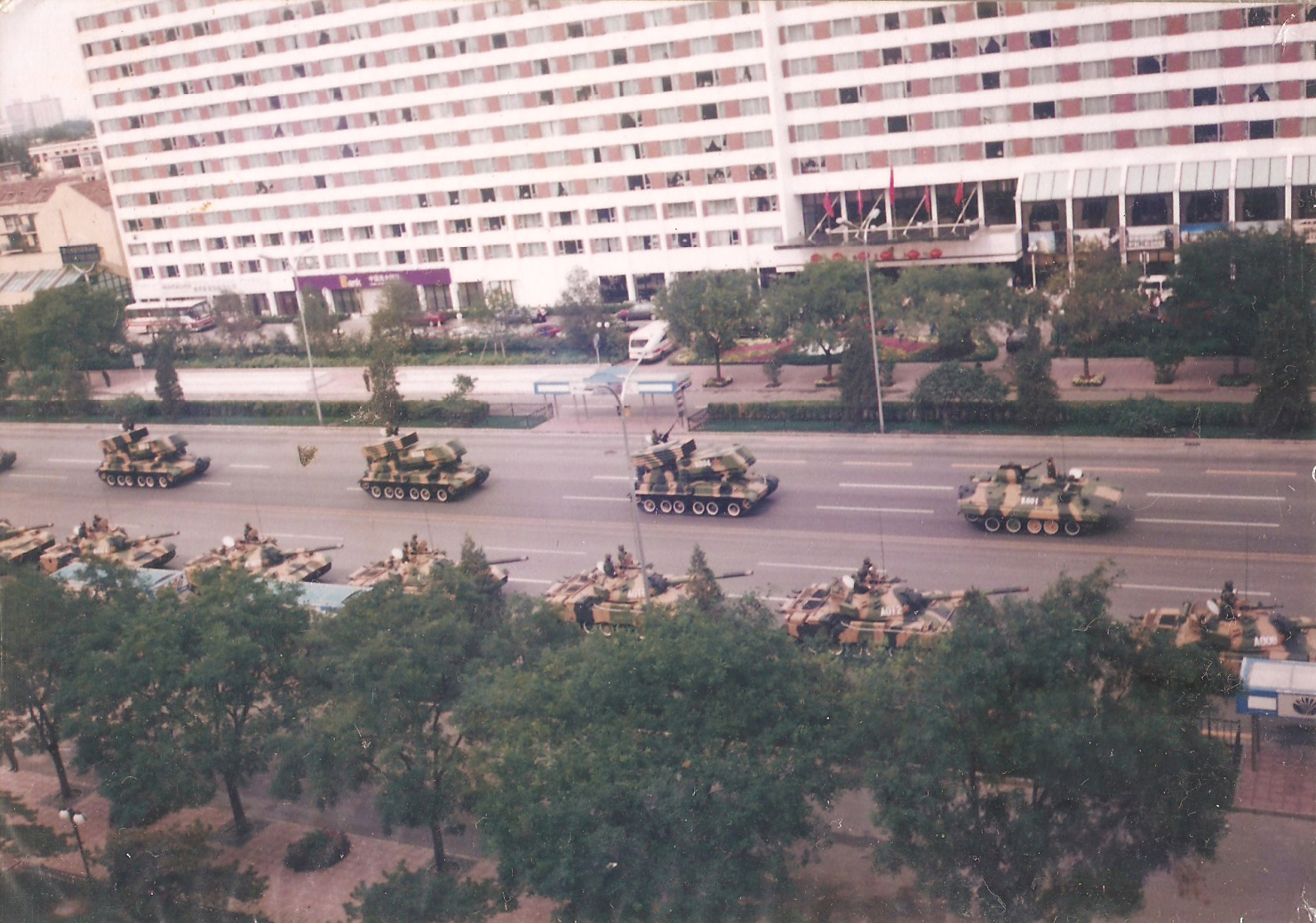
zh:京伦饭店前の长安街